# Sergiu Celibidache
Sergiu Celibidache [/ˈserdʒʲu tʃelibiˈdake/], né le 28 juin 1912 à Roman (Roumanie) et mort le 13 août 1996 à Nemours est un chef d'orchestre roumain.

## Biographie
Sergiu Celibidache, naît à Roman,, mais grandit à Iași où il commence ses études de piano et étudie la philosophie et les mathématiques à Bucarest, puis à Paris, avant d'entrer à la Hochschule für Musik à Berlin de 1939 à 1945, travaillant auprès de Fritz Stein, Kurt Thomas, Heinz Tiessen pour la composition et Walter Gmeindl pour la direction d'orchestre, lesquels exercèrent une profonde influence sur lui. Parallèlement, il étudie la musicologie, l'esthétique et la philosophie à l'université Friedrich-Wilhelm,. Il découvre Martin Steinke et les principes du bouddhisme Zen, qui auront toute sa vie une grande influence sur sa pensée. En tant que musicologue, il a entamé, sans jamais l'achever (contrairement à une croyance répandue), une thèse de doctorat sur Josquin des Prés.

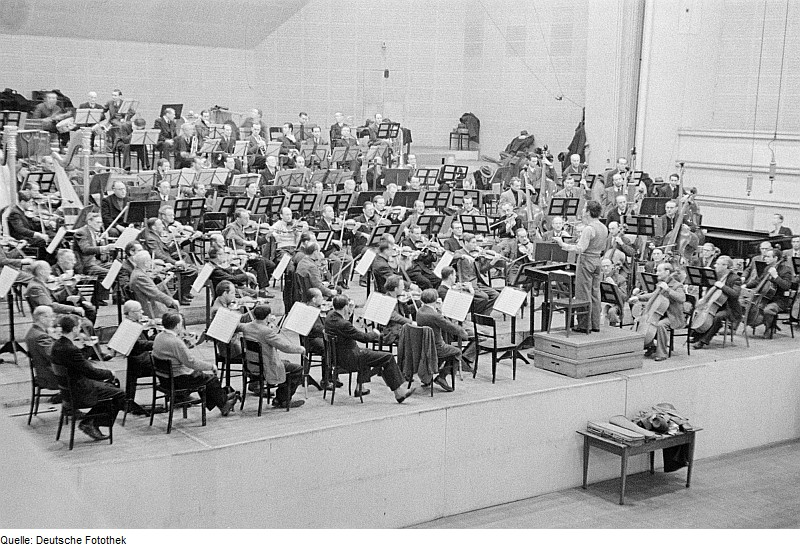
Sergiu Celibidache dirigeant l'Orchestre philharmonique de Berlin en répétition en 1946

En août 1945, alors qu'il est tout jeune chef d'orchestre, une suite de coïncidences l'amenèrent à la tête de l'Orchestre philharmonique de Berlin. Wilhelm Furtwängler, le chef titulaire qu'il admire beaucoup, a préféré s'exiler en Suisse en attendant d'être « dénazifié » : toute apparition publique lui était alors interdite. Le chef Leo Borchard, qui devait alors le remplacer est accidentellement tué par une sentinelle américaine. Il semble qu'aucun autre chef expérimenté ne fût disponible à cette époque, ou en mesure d'être accepté par les autorités des quatre puissances qui occupaient désormais le territoire de Berlin. 
C'est ainsi que Celibidache est nommé chef du Philharmonique de Berlin, en février 1946. Au retour de Furtwängler, en 1947, il doit partager la direction de l'orchestre, jusqu'à la mort de ce dernier, en 1954. Jusqu'alors, le jeune chef roumain avait dirigé l'orchestre 414 fois, présentant beaucoup d'œuvres nouvelles de compositeurs tels que Boris Blacher, Heinz Tiessen, Paul Hindemith et Egon Wellesz. À la mort de Furtwängler, l'Orchestre philharmonique de Berlin choisit Herbert von Karajan pour lui succéder, rejetant la candidature de Celibidache, qui quitte prestement Berlin. Il ne redirige le Philharmonique de Berlin qu'une seule fois, en 1992, sur l'intervention du président de la République Fédérale d'Allemagne, Richard von Weizsäcker. Contrairement à ce que l'on peut voir souvent écrit, Celibidache n'a jamais été l'assistant de Furtwängler, mais le chef associé du Philharmonique de Berlin. Cette méprise est due à Karajan, qui a fait effacer son nom de la liste des chefs titulaires. Le chef actuel de la Philharmonie, Simon Rattle, rétablit le nom de Celibidache sur cette liste, lors de son entrée en fonction.
En 1948, Celibidache fait ses débuts londoniens, pour ensuite enregistrer quelques disques sous étiquette Decca. Après son départ de Berlin, il entama une carrière de chef itinérant au Danemark, notamment, en Suède, en Amérique du Sud et maintes fois en France ; mais surtout en Italie où il dirigea les orchestres de La Scala à Milan, l'Orchestre de l'Académie nationale Sainte-Cécile à Rome et, entre autres, les orchestres de la radio italienne (RAI) à Rome, Milan, Naples et Turin. Ses exigences pour de longues séances intensives de répétition – jusqu'à vingt par concert – furent enfin plus facilement satisfaites à la radio qu'aux concerts présentés dans les grandes salles de concerts symphoniques. 
À partir de 1959, il travaille avec l'Orchestre symphonique de la radio de Stuttgart et en 1960, commence à donner des classes de maître en direction d'orchestre, à l'Académie musicale Chigiana de Sienne, qui lui vaut un statut légendaire.

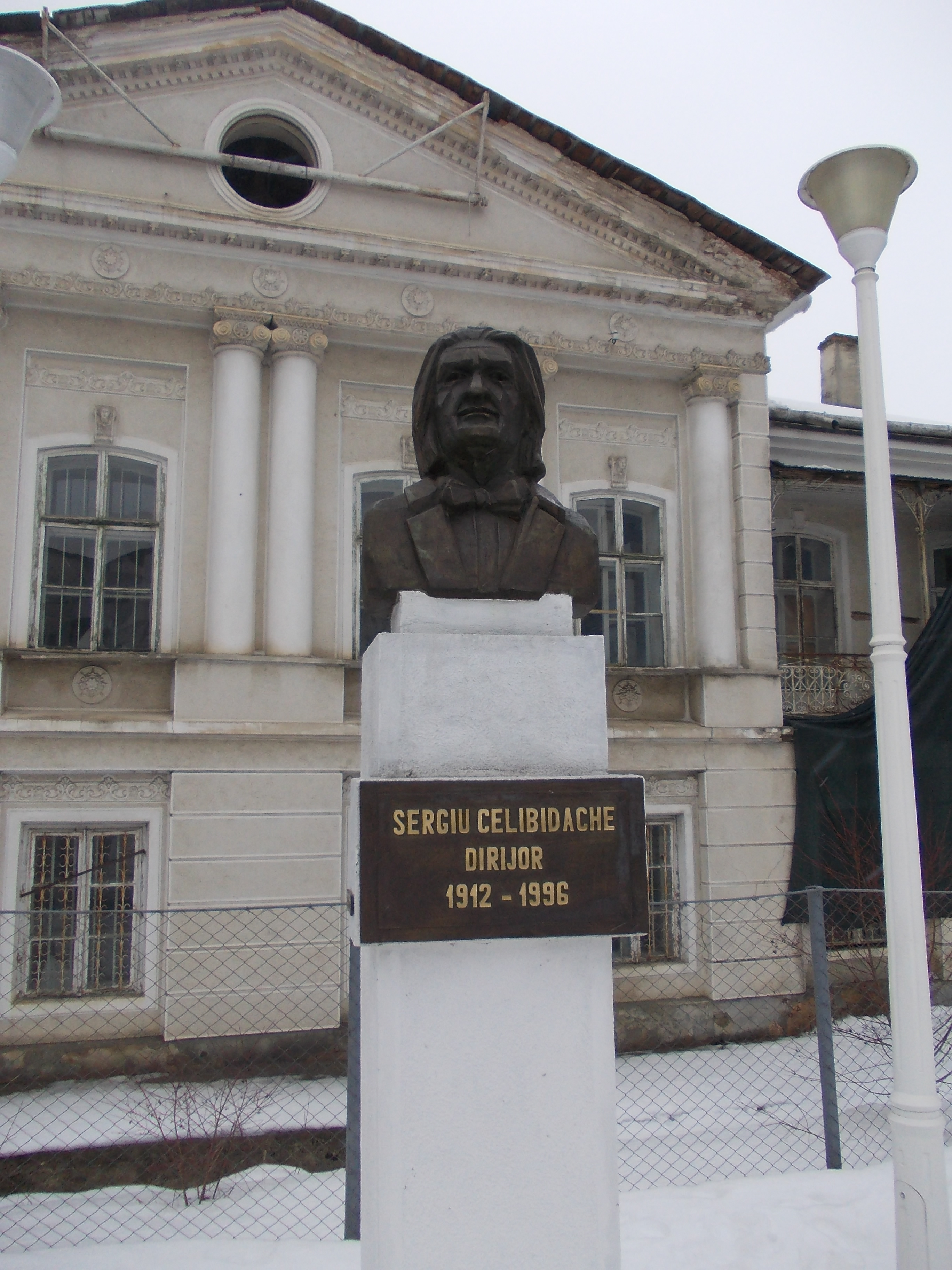
Buste de Sergiu Celibidache en face de la maison natale.

Entre 1960 et 1963 Celibidache travaille intensément et assidûment avec l'Orchestre royal du Danemark et, de 1962 à 1971, devint directeur en chef de l'Orchestre symphonique de la Radio suédoise qu'il rebâtit totalement. En avril puis en octobre 1966, il accepte l'invitation de l'Orchestre symphonique de Québec, unique orchestre professionnel qu'il a dirigé en Amérique du Nord, exception faite du Mexique où il s'était produit au début des années 1950. Son séjour au Québec l'amène à diriger l'OSQ à Québec, d'abord, puis à Montréal, Trois-Rivières et Rimouski. De 1972 à 1977, il est ensuite nommé chef titulaire de l'Orchestre symphonique de la radio de Stuttgart et, de 1973 à 1975, celui de l'Orchestre national de France, période qui resta gravée dans la mémoire de plus d'un mélomane français. Malheureusement, son désir de réformer cet orchestre et certaines dissensions syndicales l'amenèrent à renoncer au travail amorcé en France. 
En février 1979, il dirige pour la première fois l'Orchestre philharmonique de Munich et en devient le chef titulaire dès le mois de juin, jusqu'à sa mort, en faisant l'un des meilleurs ensembles au monde. Il y tient des classes de maître en direction d'orchestre et ne cesse plus de diriger et d'enseigner, particulièrement la phénoménologie de la musique, à l'Université de Mayence (1978–1992) et au Curtis Institute de Philadelphie (1983–1984) et fait ses débuts officiels aux États-Unis en février 1984 à Carnegie Hall. Il met alors à profit ce qu'il avait découvert et étudié dans sa jeunesse : la phénoménologie d'Edmund Husserl. Il donne bénévolement, aussi, des classes de direction d'orchestre en France, à la Schola Cantorum et dans sa propriété de La Neuville-sur-Essonne et poursuit cette activité d'enseignement jusqu'à sa mort le 13 aout 1996. Parmi ses derniers élèves, on compte le chef français Rémy Ballot, qui s'est imposé au cours des années 2011–2015, comme un grand chef brucknérien.
Disciple du maître spirituel Sathya Sai Baba[réf. nécessaire], Sergiu Celibidache appartenait à une école de pensée qui contestait que les mots ou le raisonnement fussent vraiment capables de rendre la réalité accessible. Ainsi, il affirmait qu'un concert enregistré sur disque, ne pourrait jamais rendre la totalité de l'expérience et des « épiphénomènes » vécus lors d'un concert donné en salle, allant jusqu'à assimiler un concert enregistré à une nuit d'amour passée avec une photographie de Brigitte Bardot.
Cependant, les diffusions de ses concerts radiophoniques ont été souvent enregistrées, car la radio permettait de plus longues séances de répétitions, en particulier en Italie, en Suède et en Allemagne. De son vivant, plusieurs de ces enregistrements sont édités et paraissent sous des étiquettes non officielles et de qualité sonore médiocre. Après sa mort, son fils Serge Ioan Celebidachi, réalisateur de cinéma, autorise Deutsche Grammophon à publier et distribuer les enregistrements de Stuttgart (1971-1977), de même qu'à EMI Classics, ceux de Munich (1979-1996) enregistrés par la Radiodiffusion Bavaroise. Ce qui mit définitivement un terme à la diffusion de plus en plus importante, de bandes pirates de qualité exécrable. 
Les disques édités ont mis particulièrement en valeur ses interprétations des symphonies d'Anton Bruckner, la musique française de Debussy, Ravel, Roussel et Milhaud, des symphonies 1 et 9 de Chostakovitch, de même que des extraits wagnériens proprement stupéfiants. Les revenus de la vente de ces disques sont intégralement reversés à deux fondations créées par Serge Ioan Celebidachi : l'une pour la musique (Sergiu Celibidache Stiftung), l'autre humanitaire (SC Help).
Plusieurs enregistrements vidéo de Celibidache sont également disponibles, dont ceux avec l'Orchestre philharmonique de Munich et Daniel Barenboim au piano. Celibidache avait alors accepté de se laisser filmer, à condition que tous les bénéfices de la vente fussent toutefois ultérieurement remis à l'UNICEF.
Sergiu Celibidache, qui était membre de l'Académie roumaine, a fait partie des musiciens qui ont beaucoup réfléchi sur la musique et la phénoménologie de la musique ; réflexions qu'il transmettait volontiers mais uniquement oralement et lesquelles furent tenues pour importantes et considérables. Sa conception de la technique de direction d'orchestre a aussi eu une très grande portée et l'on rappelle, à ce propos, qu'il répétait et dirigeait presque toujours de mémoire et sans aucune partition,.
Il appréciait tout particulièrement les musiques allemande, russe et française, n'ayant pas ou très peu, dirigé d'opéras. En revanche, il avait dirigé plusieurs œuvres de musique vocale, non mises en scène : les Passions de Bach, le Requiem de Mozart, celui de Fauré, de Verdi, etc. ; de surcroît, durant sa courte fonction à Paris, il réalisa en 1974 un concert pour quatre chansons d'Arnold Schönberg. Pour ce qui est de la musique allemande, il vouait un culte tout à fait particulier à la musique symphonique du compositeur autrichien, Anton Bruckner. Au chapitre de la musique française, il se révèle être un interprète de premier ordre de Claude Debussy et de Maurice Ravel. Son soliste préféré était le pianiste italien Arturo Benedetti Michelangeli, avec lequel il a notamment interprété le 5e concerto pour piano, « l'Empereur », de Ludwig van Beethoven et le concerto en sol de Maurice Ravel, dont il existe un enregistrement public filmé, à Londres en 1982.
La dépouille de Sergiu Celibidache repose dans le cimetière de La Neuville-sur-Essonne. Sa tombe est toujours régulièrement visitée par sa famille et des admirateurs de passage.

## Controverse
En 1981, l'Orchestre Philharmonique de Munich engage en qualité de trombone solo Abbie Conant, la seule femme à s'être présentée au concours. Rejetée sans raison par Celibidache en dépit de deux années probatoires consécutives sans failles, l'Américaine n'obtint du chef d'orchestre qu'un commentaire laconique : « Vous connaissez le problème. Nous avons besoin d'un homme pour ce poste. » S'ensuivirent plus d'une décennie de pourparlers et de démêlés juridiques durant laquelle Celibidache resta sur ses positions bien qu'il ait menacé de quitter son poste de Generalmusikdirektor.
Ce n'est guère la seule fois où Celibidache manifeste son attitude sexiste : le 10 novembre 1984, dans une interview donnée au journal Abendzeitung, il témoignait de manière déguisée son aversion bien connue pour les critiques et, par là même, de la gent féminine : 
“Diese Leute, die taglich alles vergiften, sollten einmal pausieren oder über Gynakologie schreiben. Auf dem Gebiet hat doch jeder ein bischen Erfahrung. Aber in der Musik sind sie Jungfrauen. So bleiben sie, so gehen sie auch in die andere Welt hinuber, nie von einem wirklich erlebten klang befruchtet.”
(« Ces gens-là [les critiques] qui empoisonnent tout quotidiennement devraient soit prendre une pause ou bien écrire sur la gynécologie. Dans ce domaine chacun a bien un peu d'expérience ; mais en musique, ces personnes-là sont vierges. Ainsi demeureront-ils, ainsi iront-ils dans l'autre monde sans jamais avoir été fécondés par une seule sonorité intensément vécue. »)
Quatre ans plus tard, en 1988, durant le Schleswig-Holstein Musikfestival, un incident arriva lorsque la violon solo désignée de l'orchestre se vit rétrogradée de son poste sur ordre de Celibidache : "Nur Männer am ersten Pult." (« Seulement des hommes au premier pupitre. »)
En 1991, à l'occasion d'une tournée en Espagne, il critiqua la violoniste Anne-Sophie Mutter en des termes peu élogieux : "eine geigende Henne" (« une poule violoneuse. »). De nombreux collègues de la profession ont été ainsi critiqués à la volée, le plus souvent de manière injurieuse.

## Postérité
Son fils Serge Ioan Celibidache est l'auteur du scénario du film biographique The Yellow Tie, tourné en 2022, dans lequel John Malkovich incarne le chef d'orchestre dans son âge mur et Rupert Friend dans ses jeunes années,.

## Œuvres

### Créations
- Günter Bialas (de), Lamento di Orlando (1986)
- Harald Genzmer, Symphonie no 3 (1986)
- Peter Michael Hamel, Sinfonie in sechs Teilen (1988)
- Hans Werner Henze, Undine, Trois pas des tritons (1958)
- Egon Wellesz, Symphonie no 1 (1948)

### Compositions
- Requiem
- 4 symphonies
- Concerto pour piano
- Suite d'orchestre

### Discographie (sélection)
- Bruckner, Symphonies 3 à 9 ; Te Deum ; Messe no 3 - Orchestre Philharmonique de Munich (12 CD EMI 7243 5 56688 2)
- Berlioz, Symphonie fantastique - Orchestra symphonique de la RAI de Turin (concert télévisé, Turin 1969, DVD Opus Arte/Denon) (OCLC 524403119)
- Berlioz, Symphonie fantastique - Orchestre symphonique de la radio suédoise (23 novembre 1969, Weitblick)
- Berlioz, Les Francs-Juges - Symphony Orchestra of Radio Berlin (Urania Records 1951)
- Berlioz, Le Carnaval Romain - Münchner Philharmoniker (Spotify 2018)
- Berlioz, Le Corsaire - The Berlin Recordings 1945 - 1957
- Claude Debussy, (Nocturnes ; La mer ; Iberia) et Maurice Ravel (Alborada del gracioso, Rapsodie espagnole, Suite no 2 de Daphnis et Chloé, le Tombeau de Couperin, la valse) - Orchestre de la SWF de Stuttgart (DG 453 194 -2)
- Bach, Messe en si mineur - Barbara Bonney, Ruxandra Maria Donose-Danila, Cornelia Wulkopf, Peter Schreier, Yaron Windmüller—Chœur de l'Université Johannes Gutenberg de Mayence, Orchestre philharmonique de Munich (concert Munich, 18 novembre 1990, EMI 5 57844 2)
- Mozart, Requiem K626 - Caroline Petrig, Christel Borchers, Peter Straka, Matthias Holle—Chœur Philharmonique de Munich, Orchestre Philharmonique de Munich (concert Munich, 15 et 17 février 1995, EMI 5 57847 2)
- Verdi, Requiem - Elena Filipova, soprano ; Reinhild Runkel, mezzo-soprano ; Peter Dvorsky, ténor ; Kurt Rydl, basse ; Orchestre philharmonique de Munich (27-30 novembre 1993, 2 CD EMI/Warner Classics) (OCLC 919191295)
- Fauré, Requiem ; Stravinsky, Symphonie de Psaumes* - Orchestre philharmonique de Munich (31 janvier 1984/14-15 mars 1994*, EMI/Warner Classics) (OCLC 779474480)
- Brahms, Un requiem allemand - Arleen Augér, soprano ; Franz Gerihsen, baryton ; Orchestre philharmonique de Munich (2 juillet 1981, EMI/Warner Classics) (OCLC 317325148)
- Brahms, Symphonies nos 1-4 - Orchestre symphonique de la radio SWR Stuttgart (1974/1975, 4 CD DG) (OCLC 634165070)
- Rimsky-Korsakov, Schéhérazade - Orchestre philharmonique de Munich (18 avril 1984, EMI/Warner Classics) (OCLC 779539519)
- Wagner, Tristan und Isolde ; prélude et liebestod — Orchestre philharmonique de Munich (6 décembre 1983, EMI 5 57860 2)
- Wagner, Pages orchestrales - Orchestre philharmonique de Munich (3 et 4 février 1993, EMI 5 56524 2)
- Celibidache, Der Taschengarten (« Jardin de poche ») - Orchestre symphonique de la radio SWR Stuttgart (1979, DG) (OCLC 55699385) — ce disque constitue l'unique enregistrement d'une composition de Celibidache, le maestro étant ici à la fois chef d'orchestre et compositeur ; cette œuvre fait l'objet d'un des rares enregistrements qu'il ait accepté, cette entorse faite à son refus d'enregistrer des disques peut s'expliquer de la façon suivante : l'intégralité des bénéfices fut à l'époque reversée à l'UNICEF[13].

## Citations
Sur le tempo : « Mon Dieu, que je serais heureux si Furtwängler était parmi nous aujourd'hui et montrait au monde ce qu'est un tempo large ! ».
Sur la direction d'opéra : « Vous savez combien de difficultés les chefs doivent affronter lorsqu'ils travaillent avec simplement l'orchestre. Alors imaginez la somme de soucis supplémentaires qui vous tomberaient dessus s'il s'agissait d'opéra : chanteurs arrogants, metteurs en scène ayant peu de connaissances musicales mais jamais à court d'idées à faire trembler la terre, corps de ballet gambadant tout autour de la scène... Sans parler des choristes qui ne vous suivent pas parce qu'on leur a imposé de regarder du mauvais côté. Que devient la musique dans tout cela ? ».
Sur Tchaïkovski : « Dès qu'il pose la main sur l'orchestre, cela sonne ! ».
Sur Anton Bruckner et la profondeur de sa musique : « Pour l'homme normal, le temps c'est ce qui vient après le début ; le temps de Bruckner, c'est ce qui vient après la fin (…) Je suis heureux de pouvoir encore aujourd'hui lire les lignes qu'il nous a laissées. ».

## Distinctions

### Prix
- 1955 : Prix d'art de Berlin (de)
- 1970 : Léonie Sonning Music Award

### Décorations
- Commandeur de l'ordre des Arts et des Lettres Il est fait commandeur lors de la promotion du 26 janvier 1995[18].
- Ordre bavarois du Mérite
- Verdienstorden des Landes Rheinland-Pfalz (de)
- Ordre bavarois de Maximilien pour la science et l'art
- Croix de grand officier de l'Ordre du Mérite de la République fédérale d'Allemagne

### Honneurs
- Citoyen d'honneur de Munich en 1992

## Sources

### Documentaires
- Portrait d'un chef d'orchestre, documentaire allemand de Jan Schmidt-Garré (1991)
- Le Jardin de Celibidache, de Serge Ioan Celibidachi (1996, DVD K films)
- Sergiu Celibidache - Maestro Furioso (2012)